# Lei de Goodhart

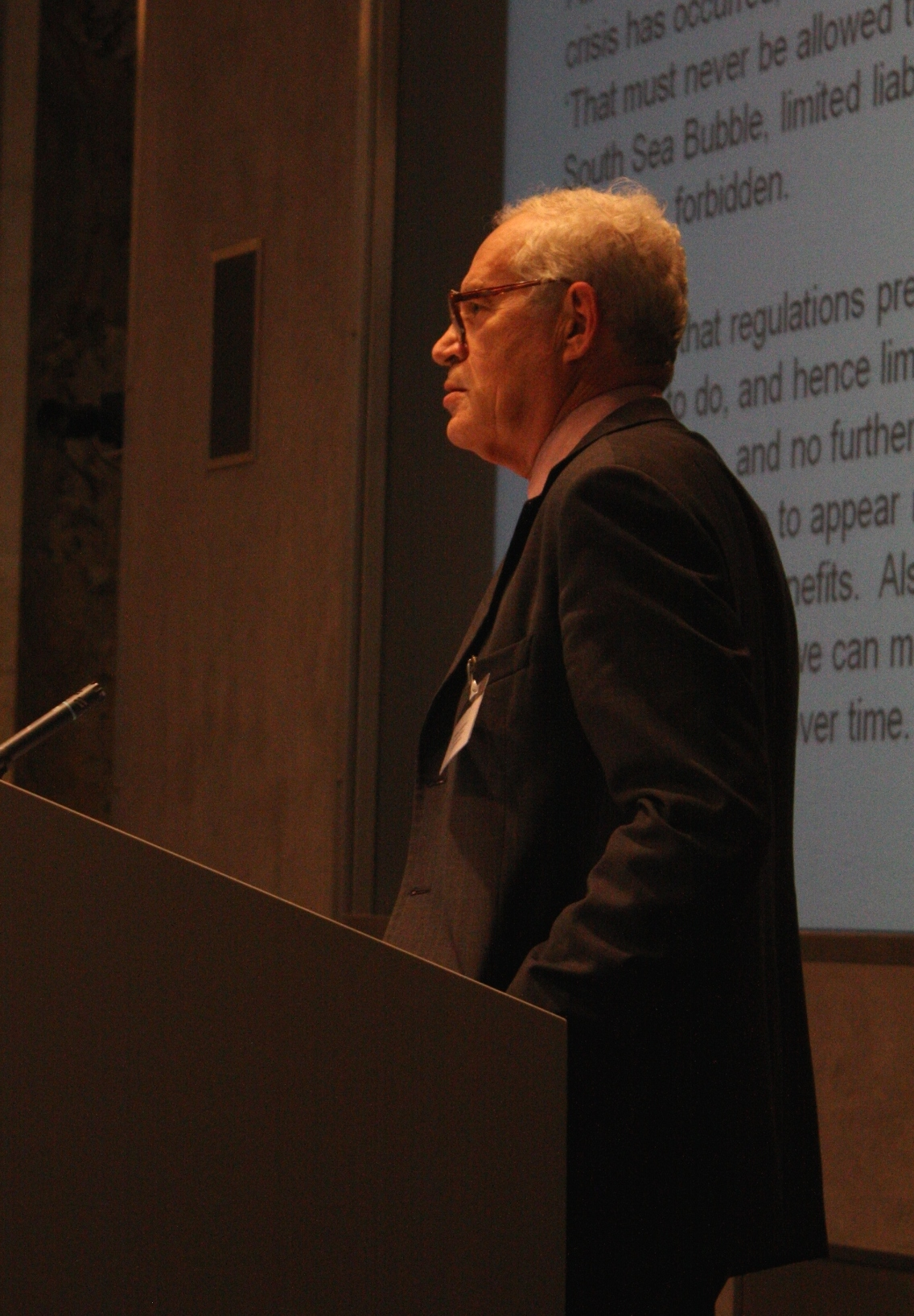
Charles Goodhart, que deu origem ao nome, discursando em 2012 em Londres

A lei de Goodhart é nomeada em homenagem ao economista que lhe deu origem, Charles Goodhart. Sua formulação mais popular é: "Quando uma medida torna-se uma meta (ou alvo), ela deixa de ser uma boa medida."
A formulação original por Goodhart, ex-assessor do Banco da Inglaterra e Professor Emérito da Escola de Economia de Londres, é esta: "Assim que o governo tenta regular qualquer conjunto particular de ativos financeiros, estes tornam-se pouco confiáveis como indicadores das tendências da economia." Isso ocorre porque os investidores tentam antecipar o que o efeito do regulamento será, e investem de forma a beneficiar-se dele. Goodhart a utilizou pela primeira vez em um artigo em 1975 e mais tarde se tornou popularmente usada para criticar o governo do Reino Unido de Margaret Thatcher tentando conduzir a política monetária com base em metas de volume de moeda tanto amplas como precisas. No entanto, o conceito é consideravelmente mais antigo e ideias proximamente relacionadas são conhecidas sob diferentes nomes, por exemplo, a lei de Campbell (1976) e a crítica de Lucas (1976). A lei está implícita na ideia econômica das expectativas racionais. Enquanto ela se originou no contexto das respostas do mercado, a lei tem profundas implicações para a seleção de alvos de alto nível nas organizações.

## Expressões
Any observed statistical regularity will tend to collapse once pressure is placed upon it for control purposes. (Tradução: “Qualquer regularidade estatística observada tende a entrar em colapso quando a pressão é colocada sobre ela para fins de controle.”)
Formulação original de Goodhart, de 1975, relançada na p. 116 no artigo de Goodhart de 1981.
A risk model breaks down when used for regulatory purposes. (Tradução: “Um modelo de risco quebra-se quando utilizado para fins regulamentares.)  (Daníelsson, 2002)
Daníelsson formalmente estabeleceu isto como um corolário da lei de Goodhart.